# Lspci
O lspci é um comando em sistemas operacionais do tipo Unix que imprime ("lista") informações detalhadas sobre todos os barramentos e dispositivos PCI no sistema. Ele é baseado em uma biblioteca portátil comum libpci, que oferece acesso ao espaço de configuração PCI em vários sistemas operacionais.

## Exemplo de uso
Exemplo de saída em um sistema Linux:
```
# 
lspci

00:00.0 Host bridge: Intel Corporation 82815 815 Chipset Host Bridge and Memory Controller Hub (rev 11)

00:02.0 VGA compatible controller: Intel Corporation 82815 Chipset Graphics Controller (CGC) (rev 11)

00:1e.0 PCI bridge: Intel Corporation 82801 Mobile PCI Bridge (rev 03)

00:1f.0 ISA bridge: Intel Corporation 82801BAM ISA Bridge (LPC) (rev 03)

00:1f.1 IDE interface: Intel Corporation 82801BAM IDE U100 Controller (rev 03)

00:1f.2 USB Controller: Intel Corporation 82801BA/BAM USB Controller #1 (rev 03)

00:1f.3 SMBus: Intel Corporation 82801BA/BAM SMBus Controller (rev 03)

00:1f.4 USB Controller: Intel Corporation 82801BA/BAM USB Controller #2 (rev 03)

00:1f.5 Multimedia audio controller: Intel Corporation 82801BA/BAM AC'97 Audio Controller (rev 03)

01:03.0 CardBus bridge: O2 Micro, Inc. OZ6933/711E1 CardBus/SmartCardBus Controller (rev 01)

01:03.1 CardBus bridge: O2 Micro, Inc. OZ6933/711E1 CardBus/SmartCardBus Controller (rev 01)

01:0b.0 PCI bridge: Actiontec Electronics Inc Mini-PCI bridge (rev 11)

02:04.0 Ethernet controller: Intel Corporation 82557/8/9/0/1 Ethernet Pro 100 (rev 08)

02:08.0 Communication controller: Agere Systems WinModem 56k (rev 01)

```

Se muitos dispositivos forem mostrados como desconhecidos (por exemplo, "Unknown device 2830 (rev 02)"), a emissão do comando 'update-pciids' geralmente corrigirá este estado.

## lsusb
O lsusb é um comando similar para barramentos e dispositivos USB. Para fazer uso de todos os recursos deste programa, você precisa ter um núcleo do Linux que suporte a interface /proc/bus/usb (por exemplo, núcleo do Linux 2.3.15 ou mais recente).